# George Golding Kennedy
George Golding Kennedy ( * 1841 - 1918 ) fue un botánico estadounidense. Se educó en Roxbury Latin School. Se graduó en Harvard en 1864, y el doctorado en Medicina de la "Harvard Medical School" en 1867.
- La abreviatura «Kenn.» se emplea para indicar a George Golding Kennedy como autoridad en la descripción y clasificación científica de los vegetales.[1]